# Royaume des Estimaux
Le royaume des Estimaux désigne un ancien alleu, près de Lille, que ses seigneurs prétendaient tenir en souveraineté.
On appelait Estimaux, Stimaux ou Thimaux les six principaux alleux de la châtellenie de Lille. Le seigneur de Faches (commune actuelle de Faches-Thumesnil) se disait autrefois roi des Estimaux. Cette seigneurie, d'une surface d'environ 400 hectares, était la première des cinq pairies tenues de la châtellenie de Lille.
L'un des plus anciens seigneurs connus portant cette qualification est Jehan de La Haye, « roy des Estimaux », cité avec ses échevins dans un titre de l'abbaye de Loos du 2 juillet 1338. Le dernier seigneur de Faches et du royaume des Estimaux fut Balthazar-Philippe-Emmanuel de Wignacourt.